# 希瑟·斯坦宁
希瑟·斯坦宁（英語：Heather Stanning，1985年1月26日—），英国女子赛艇运动员。她曾代表英国参加2012年和2016年夏季奥林匹克运动会赛艇比赛，获得二枚金牌，均来自女子双人单桨无舵手项目。